# Kettő után semmi jó nem történik (Így jártam anyátokkal)
A Kettő után semmi jó nem történik az Így jártam anyátokkal című televízió-sorozat első évadának tizennyolcadik epizódja. Eredetileg 2006. április 10-én vetítették, míg Magyarországon 2008. október 27-én.
Ebben az epizódban Ted, aki meg van arról győződve, hogy Victoria szakítani fog vele, elfogadja Robin invitálását. Eközben a banda többi tagjai a koreai Elvisszel töltik az este hátralévő részét. 

## Cselekmény
Jövőbeli Ted elmondja a gyerekeinek, hogy a nagyanyjuk mondása az volt, hogy hajnali kettő után soha semmi jó dolog nem történik. Majd summázza: tényleg igaza volt a nagyinak. Ugyanis elfogadta Robin meghívását, aki szomorú és magányos, ezért felhívta őt az éjszaka közepén, hogy menjen át hozzá. Robin napja rettenetes volt: még délután Lily óvodás csoportjában volt, hogy meséljen a munkájáról, ahol a nemlétező párkapcsolata okán számára kínos kérdéseket kapott, miközben Barney lenyűgözte a gyerekeket bűvészkedésével. Aznap este a hírolvasó kollégája, Sandy Rivers, bepróbálkozott nála, csak szexet akarva. Ezektől teljesen kiborulva Robin hazaérve megiszik egy egész üveg bort és végül felhívja Tedet.
Ted, aki eközben Victoria hívását várja, meg van győződve arról, hogy a lány szakítani akar vele, ezért annak ellenére is felmegy Robinhoz, hogy tisztában van a lehetséges következményekkel. Önmagával viaskodva a jobbik énjének kivetülése Victoria képében jelenik meg. Azt mondja neki, hogy semmi nem fog történni, de "Victoria" azt mondja, dehogynem. Megerősítésképp felhívja Marshallt, aki megpróbálja rábírni, hogy ne menjen fel Robinhoz. Lily átveszi a telefont, és ő is megtiltja Tednek, majd leleplezi, hogy Robinnak érzései vannak iránta. A tiltás ellenére Ted természetesen felmegy Robinhoz, ahogy ezt meghallja. Eleinte semmiségekről kezdenek el beszélgetni, majd Robin megkérdezi, milyen volt a beszélgetés Victoriával. Ted azt hazudja neki, hogy szakítottak.
Eközben a karaokebárban Marshall és Lily már szeretnének hazamenni, de Barney meggyőzi őket, hogy igenis történnek jó dolgok hajnali 2 után. Meghívja a társaságukba a hely koreai Elvis-imitátorát. Marshall felhívja Tedet, hogy csatlakozzon, de Ted azt mondja, ő Robinnál van, és épp most hazudta neki, hogy szakított Victoriával. Marshall és Lily szerint most kellene hazamennie, amíg még ilyen képlékeny a magánélete. Meg is próbál hazamenni, mígnem búcsúzáskor csókolózni kezdenek Robinnal. Robin a hálószobába invitálja, míg ő pár percet kér, és a telefonjával a fürdőszobába indul, hogy ő hívja fel Victoriát, hogy szakítson vele. Míg Ted a kételyeivel viaskodik, Marshall és Lily ismét hazaindulnának, Barney azonban nem engedi őket, mert még semmilyen fergeteges nem történt. Koreai Elvis is marasztalni próbálja őket, ami közben valami olyan disznóságot súg Lilynek, aminek hatására menten ágyékon rúgja őt. Barney szerint az este máris fergeteges lett, mert ez lett az este, amikor Lily tökönrúgta a koreai Elvist.
Eközben Ted és a képzelt Victoria tovább viaskodnak a fürdőszobában. Ted szerint a lány megérdemel egy rendes szakítást, de úgy véli, ezek után már nem számít, ha lefekszik Robinnal, mert pontosan ezt akarja, és nem számít úgysem, hiszen szakítani fognak. Mikor telefonálna, döbbenten veszi észre, hogy a kezében nem az ő telefonja van, hanem a Robiné, ami pontosan ugyanolyan, mint az övé. A saját telefonját Robin vette fel, aki épp az imént beszélt Victoriával. Dühében, mert Ted csak le akart vele feküdni, és ezért hazudott, elküldi Tedet, aki hazafelé a taxiban felhívja Victoriát, és végül szakítanak.
Jövőbeli Ted megerősíti, hogy hajnali 2 után semmi jó dolog nem történik, és hogy a legostobább dolog, amit tett, az volt, hogy hazudott Robinnak. Végül elmeséli, hogy hazament, és azt tette, amit tennie kellett volna eredetileg is: lefeküdt aludni, tudván, hogy sem ő, sem Robin nem fognak aludni.

## Kontinuitás
- Sandy Rivers ebben az epizódban jelenik meg először, miután "Az esküvő" című részben már utaltak rá.
- Barney szerint amikor megnyalták a Szabadság Harangját, az is hajnali 2 után történt, és az király volt ("A szabadság édes íze")
- Lily nem tudja, mi Barney foglalkozása (a válasz szokás szerint csak annyi: "Kérlek!")
- A "Cukorfalat" című részben Ted már előrevetítette, hogy kapcsolatuk Victoriával nem lesz hosszú életű.
- A Robinnal történt események egy része az "Élet a gorillák között" című epizóddal egy időben játszódik.

## Jövőbeli visszautalások
- Robin a "Mary, az ügyvédbojtár" című részben továbbra is dühös Tedre. Végül az "Életem legjobb bálja" című epizódban békülnek ki.
- Robin megemlíti, hogy az egyik szabálya az, hogy sosem randizik kollégákkal. "A platinaszabály" című részben megszegi ezt a szabályt, amikor Curt Irons-szal randizik, a "Persze, hogy..." című részben pedig Don Frankkel kezd hosszabb kapcsolatba.
- "A kacsás nyakkendő" című részben Robin úgy emlegeti az eseményeket, hogy ő rabolta el Tedet Victoriától.
- Victoria a következő találkozásukkor megemlíti, hogy Klausszal gyakorlatilag a szakításukat követően kezdett randizni.
- Ted és Victoria újra összejönnek "A mágus kódexe" című epizódban, majd a "Szakítások ősze" című részben szakítanak, ismételten Robin miatt.
- A "Szünet ki" című részből kiderül, hogy a szabály alóli egyetlen kivétel az volt, amikor hajnali 2 után született meg Ted fia, Luke.

## Érdekességek
- Ez az egyetlen epizód a sorozat során, ami az előző epizód tartalmának felidézésével kezdődik.

## Vendégszereplők
- Alexis Denisof – Sandy Rivers
- Ashley Williams – Victoria
- George Kee Cheung – Koreai Elvis

## Zene
- Supergrass – Alright
- Robin Hackett – Hard Left
- Rachael Yamagata – Quiet
- Maureen McGovern – The Morning After
- Michelle Featherstone – God Bless the Child

## Fordítás
- Ez a szócikk részben vagy egészben  a   Nothing Good Happens After 2 A.M. című angol Wikipédia-szócikk ezen változatának fordításán alapul.  Az eredeti cikk szerkesztőit annak laptörténete sorolja fel. Ez a jelzés csupán a megfogalmazás eredetét és a szerzői jogokat jelzi, nem szolgál a cikkben szereplő információk forrásmegjelöléseként.| - m - v - sz - Így jártam anyátokkal 1. évad következő »                                                                                                                                                                                                                                                                                                                                         | - m - v - sz - Így jártam anyátokkal 1. évad következő » |
| --- | -------------------------------------------------------- |
| - Az Így jártam anyátokkal epizódjainak listája |                                                          |
| - A kezdetek - A lila zsiráf - A szabadság édes íze - Az ing visszatér - Oké Király - Lotyós tök - A párkereső - A párbaj - A pulykával tömött pocak - Az ananász incidens - A limó - Az esküvő - Dobpergést kérek! - Hűha, nadrágot le! - A közös este - Cukorfalat - Élet a gorillák között - Kettő után semmi jó nem történik - Mary, az ügyvédbojtár - Életem legjobb bálja - A tej - Ne már |                                                          || - m - v - sz Így jártam anyátokkal | - m - v - sz Így jártam anyátokkal                                                                  | - m - v - sz Így jártam anyátokkal |
| ---------------------------------- | --------------------------------------------------------------------------------------------------- | ---------------------------------- |
| Epizódok                           | - 1. - 2. - 3. - 4. - 5. - 6. - 7. - 8. - 9. évad                                                   |                                    |
| Szereplők                          | - Ted Mosby - Marshall Eriksen - Robin Scherbatsky - Barney Stinson - Lily Aldrin - Tracy McConnell |                                    |
| Filmzene                           | - How I Met Your Music                                                                              |                                    |
| Kapcsolódó sorozat                 | - Így jártam apátokkal                                                                              |                                    |